# 高谷浩利
高谷 浩利（たかや ひろとし、1965年 ‐ ）は日本のアニメーション監督、アニメーター。代表作品は、『黄金勇者ゴルドラン』。みゆきプロダクション所属。日本アニメーター・演出協会（JAniCA）会員。東京都出身。

## 人物
『伝説の勇者ダ・ガーン』でアニメーターチーフとして参加したのを（同年の『怪傑ゾロ』も含まれる）きっかけにデビューし、『勇者特急マイトガイン』の第7話「悪魔の大文字焼き」で初めて作画監督を担当、その後のゴルドランではキャラクターデザインとして参加した。演出家としても活躍し『PROJECT ARMS』では監督も務めた。
キャラクターデザインは多種多様であり、主に日本人を描くのを得意としている。また、登場人物の身内などが登場した場合は、現実的に目元などを似せる等、雰囲気を丁寧に再現する器用さを見せる。中でも本人言で「最も手が込んでいる作品」として『PROJECT ARMS』を挙げている。

## 参加作品

### テレビアニメ
1990年
- 勇者エクスカイザー（メカニック作画）

1992年
- 伝説の勇者ダ・ガーン（チーフアニメーター、メカニック作画監督）

1993年
- 勇者特急マイトガイン（作画監督、原画）

1994年
- 勇者警察ジェイデッカー（作画監督、原画）
- ルパン三世 燃えよ斬鉄剣（作画監督、原画）

1995年
- 黄金勇者ゴルドラン（キャラクターデザイン、作画監督、原画）
- 怪盗セイント・テール（OPアニメーション）
- ルパン三世 ハリマオの財宝を追え!!（メカニック作画、原画）

1996年
- 怪傑ゾロ（キャラクターデザイン、OPアニメーション）
- 超者ライディーン（キャラクターデザイン・作画監督、原画）
- 名探偵コナン（作画監督、原画、第1期2期OP作画、第6期ED絵コンテ・演出・原画）
- 勇者指令ダグオン（OP原案）

1997年
- 白鯨伝説（キャラクターデザイン、作画監督、原画）

1998年
- ビーストウォーズII 超生命体トランスフォーマー（原画）

1999年
- ガサラキ（原画）
- ゴクドーくん漫遊記（ED原画）
- A.D.POLICE

2000年
- STRANGE DAWN（絵コンテ、演出、原画、OP作画）
- ゲートキーパーズ（演出）
- BRIGADOON まりんとメラン（絵コンテ、原画）

2001年
- PROJECT ARMS（第1期監督、絵コンテ、演出、作画監督、原画、OP絵コンテ・演出・原画、ED絵コンテ）

2002年
- 攻殻機動隊 STAND ALONE COMPLEX（原画）

2003年
- 明日のナージャ（OP原画）
- 無限戦記ポトリス（キャラクターデザイン）
- LAST EXILE（原画）
- ギルガメッシュ (漫画)（作画監督、原画）

2004年
- 十兵衛ちゃん2-シベリア柳生の逆襲-（原画）
- お伽草子（原画）

2005年
- アイシールド21（キャラクターデザイン、原画、第2期第3期OP作画監督・原画、第1期第2期ED作画監督・原画）
- バジリスク 〜甲賀忍法帖〜（原画）

2006年
- 結界師（キャラクターデザイン、作画監督、原画、OP作画監督・原画、第2期ED原画）

2008年
- ヤッターマン（第2作）（原画）

2011年
- 遊☆戯☆王ZEXAL（メインキャラクターデザイン）

2012年
- ZETMAN（キャラクターデザイン、総作画監督、作画監督、絵コンテ）
- 遊☆戯☆王ZEXAL II（メインキャラクターデザイン）
- LUPIN the Third -峰不二子という女-（作画監督補佐）

2013年
- 聖闘士星矢Ω（原画）

2014年
- ガンダム Gのレコンギスタ（キャラクター作画監督、第一原画、OP原画）

2022年
- 半妖の夜叉姫（原画）
- 機動戦士ガンダム 水星の魔女（キャラクターデザイン）

### OVA
1991年
- 高橋留美子劇場 人魚の森（OPED作画監督）

1999年
- 真・学校の幽霊（演出）

2000年
- からくりの君（監督[1]、絵コンテ、キャラクターデザイン、作画監督、原画）
- 世にも恐ろしいグリム童話　日本昔話（演出、キャラクターデザイン、作画監督）

2002年
- 勇者王ガオガイガーFINAL（絵コンテ、原画）

2011年
- 機動戦士ガンダムUC（原画）

### 劇場アニメ
1994年
- 餓狼伝説 -THE MOTION PICTURE-（作画監督）

1997年
- 名探偵コナン 時計じかけの摩天楼（作画監督）

2002年
- キン肉マンII世 マッスル人参争奪!超人大戦争（原画）

2005年
- あらしのよるに（原画）

2011年
- 映画ドラえもん 新・のび太と鉄人兵団 〜はばたけ 天使たち〜（原画）

2012年
- ONE PIECE FILM Z（原画）

2021年
- 機動戦士ガンダム 閃光のハサウェイ（キャラクター作画監督、原画）